# افرای داگلاس
افرای داگلاس (نام علمی: Acer douglasense) نام یک گونه از سرده افرا است.